# Habenaria cephalotes
Habenaria cephalotes är en orkidéart som beskrevs av John Lindley. Habenaria cephalotes ingår i släktet Habenaria och familjen orkidéer. Inga underarter finns listade i Catalogue of Life.